# László Antal (vegyészmérnök)
László Antal (Gyergyóalfalu, 1922. június 7. – Veszprém, 1982. december 8.) Kossuth-díjas (1952) vegyészmérnök, egyetemi tanár, a kémiai tudományok doktora (1963).

## Életpályája
Középiskoláját Csíkszeredán végezte el. 1941–1945 között a József Nádor Műszaki és Gazdaságtudományi Egyetem Vegyészmérnöki Karán tanult. 1944–1950 között az egyetemen az Elektrokémiai Tanszék tanársegéde, majd adjunktusa volt. 1948–1950 között az Alumíniumipari Kutató Intézet tudományos munkatársaként dolgozott. 1950-től a veszprémi Magyar Ásványolaj- és Földgázkísérleti Intézet tudományos munkatársa, 1953-tól a Fizikai Kémiai Osztály vezetője lett. 1952–1956 között a Buciumeniben (Románia) épült Magyar-Román Vegyes Petrolkémiai Próbagyár főmérnöke volt. 1957-től a Veszprémi Vegyipari Egyetem professzora volt. 1957–1982 között a Veszprémi Vegyipari Egyetem tanszékvezető egyetemi tanára volt. 1963-ban megszervezte a Vegyipari Műveletek Tanszéket, amelyet 1976-ig vezetett. 1964–1966 között a Veszprémi Vegyipari Egyetem rektora volt. 1967–1968 között a Nancy-i egyetem vendégprofesszora volt.

## Művei
- Über die Zusammenhänge von Zündungsparametern eines Strömenden Gases (Németh Andrással, Fáy Lászlóval, Budapest, 1963)
- A vegyészmérnöki tudomány alapjai (Benedek Pállal, Budapest, 1964; németül: Lipcse, 1965, 1967; oroszul: Leningrád, 1970)

## Díjai
- Kossuth-díj (1952)
- Wartha Vince-emlékérem (1961)
- Akadémiai Díj (1965)
- Munka Érdemrend arany fokozata (1974)

## Emlékezete
- Bronz mellszobra, Raffay Béla szobrászművész és Kádár Tibor festőművész alkotása a Pannon Egyetem főépületében található.
- Sírja a veszprémi Vámosi úti temetőben található.